# Dou kyu sei - Classmates
Pour les articles homonymes, voir Dōkyūsei.
Dou kyu sei - Classmates (同級生, Dōkyūsei) est une série manga d'Asumiko Nakamura commencée en 2006. Elle a été adaptée en film d'animation en 2016.

## Résumé
Sajô Rihito est un lycéen calme, mais terriblement angoissé, ce qui lui crée de fréquents malaises. En cours de musique son camarade Kusakabe Hikaru, un garçon impulsif, remarque que Rihito ne chante pas réellement. Mais alors qu’il se promène dans les couloirs du lycée, il entend le grain de voix de Sajô qui chante seul dans une salle de classe. Il va alors lui proposer son aide et, au fil de leurs rencontres, les deux garçons vont s’attacher l’un à l’autre.

## Volumes
- Dou Kyu Sei (juin 2006 - juillet 2007)
- Sotsu Gyo Sei – Winter (janvier - octobre 2008)
- Sotsu Gyo Sei – Spring (janvier - août 2009)
- Sora and Hara (décembre 2009 - décembre 2011)
- O. B. (avril 2012 - décembre 2013)
- Blanc 1 & 2 (février 2018 - septembre 2020)
- Futarigurashi 1 & 2 (décembre 2020 - )

## Théâtre radiophonique
Depuis 2008, la série est adaptée en théâtre radiophonique.

## Film
Le film d'animation Dou kyu sei - Classmates est sorti au cinéma en 2016. Le film a rapporté 1,3 million de dollars au box-office.